# Bathystethus
Bathystethus is een geslacht van straalvinnige vissen uit de familie van loodsbaarzen (Kyphosidae).

## Soorten
- Bathystethus cultratus (Bloch & Schneider, 1801)
- Bathystethus orientale Regan, 1913